# Domodedovskaja
Domodedovskaja (ryska: Домодедовская) är en tunnelbanestation på Zamoskvoretskajalinjen i Moskvas tunnelbana. Stationen öppnades den 7 september 1985.
Stationen har fått sitt namn efter flygplatsen Domodedovo, Moskvas största, som ligger 15 km söder om stationen. Matarbussar går mellan tunnelbanestationen och flygplatsen, och tunnelbanan i kombination med matarbussarna är det snabbaste sättet att ta sig från centrum ut till flygplatsen.
Domodedovskaja är en trevalvs ytnära pelarstation med pelare klädda i vit marmor med inlägg i mörkare marmor. Stationens tema är flyg och väggarna har konstnärliga utsmyckningar som visar sovjetiska flygplan.